# Norway of Life
Pour plus de détails, voir Fiche technique et Distribution.
Norway of Life (Den brysomme mannen) est un film islando-norvégien réalisé par Jens Lien, sorti en 2006. 
Le film a été présenté au Canada sous le titre The Bothersome Man et en France au festival Fantastic'Arts sous le titre Norway of Life.

## Synopsis
Andreas, désespéré, se jette sous une rame de métro. Quelque temps plus tard, il se retrouve dans une ville où l'attendent un appartement et un travail de comptable. Après une discussion dans les toilettes avec un inconnu, il se rend compte que dans cet autre monde la notion de plaisir n'existe plus et que tout n'a plus que l'apparence d'un bonheur insipide. Il suit l'inconnu jusqu'à une cave où il entend une étrange musique.
De retour à son bureau, il se sectionne un doigt avec un coupe-papiers et se met à saigner. Il est rapidement pris en charge par une brigade spéciale et se retrouve ensuite chez lui avec un doigt recousu et bien cicatrisé. Il cherche alors à quitter cette ville, mais ne retrouve que partiellement la trace du car qui l'avait amené jusque-là.
Il rencontre ensuite Anne Britt, une jeune décoratrice avec laquelle il emménage rapidement. Il essaie alors de s'adapter à cette nouvelle société. Toujours insatisfait, il se lie avec une jeune collègue Ingeborg, mais réalise rapidement que celle-ci a non seulement plusieurs autres relations, mais ne pense elle aussi qu'au bien-être matériel. Désespéré par cette absence de passion, de sentiment, il se jette sous une rame du métro. Pourtant, incapable de mourir, il est ramené chez lui ensanglanté et Anne Britt lui propose une soirée karting avec des amis. 
Andreas décide alors de retrouver l'homme avec lequel il avait discuté dans les toilettes. Il réussit à pénétrer dans la cave et se rend compte que l'homme écoute une musique agréable à travers un trou dans un mur. Il commence alors à élargir ce trou pour savoir ce qu'il y a au fond. Mais alors qu'il commence à entendre des rires d'enfants et qu'il réussit même à attraper un morceau de gâteau dans la cuisine qui se trouve au bout du tunnel, il est arrêté par des fonctionnaires qui veulent l'empêcher de changer leur monde. Andreas est alors jeté dans la soute du car qui l'avait amené. Mais quand celui-ci s'arrête, et qu'Andreas sort, il se retrouve au milieu d'une tempête de neige. Le car repart et le laisse, a priori, seul au milieu de nulle part.

## Fiche technique
- Titre : Norway of life
- Réalisation : Jens Lien
- Scénario : Per Schaanning
- Musique : Ginge Anvik
- Photographie : John Christian Rosenlund
- Montage : Vidar Flataukan
- Pays d'origine :  Norvège |  Islande
- Langue originale : norvégien
- Format : couleur - 1,85:1
- Genre : fantastique, comédie noire, horreur
- Durée : 95 minutes
- Date de sortie :
  - 28 mars 2007 au cinéma
  - 4 octobre 2007 en DVD

## Distribution
- Trond Fausa Aurvag : Andréas
- Petronella Barker : Anne Britt
- Per Schaanning : Hugo
- Brigitte Larsen : Ingeborg
- Anders T. Andersen : Harald

## Tournage
« J'ai voulu créer une ambiance cinématographique un peu semblable à celle de Sixième Sens, explique le réalisateur Jens Lien, et je suis aussi allé chercher du côté de l'esthétique du réalisateur Roy Andersson. Les images sont dans les tons pâles et gris. La palette de couleurs est limitée. Les décors racontent eux aussi le vide et l'absence de vie des personnages. Les mouvements de caméra sont très lents, mais parfois aussi en plans larges, travelling, et des plans structurés, chorégraphiés. J'ai voulu arriver à faire sentir que sous la surface bien lisse, il y a quelque chose qui est au bord de l'explosion. »
- Second long-métrage :

Norway of Life est le second long-métrage du réalisateur Jens Lien. Il s'était auparavant fait remarquer avec son court-métrage Shut the door, sélectionné à Cannes en 2000 et avec son premier film, Jonny Vang, projeté en première au Festival de Berlin 2003 dans la section Panorama.

## Distinctions
- Norway of Life est le grand vainqueur de l'édition 2007 du Festival du film fantastique de Gérardmer avec quatre récompenses : le Grand Prix, le Prix de la critique internationale, le Prix du jury jeunes et Prix du jury science-fiction.
- En plus de ses prix à Gérardmer, Norway of Life a remporté le Prix ACID en mai 2006 à Cannes. Le film s'est également vu décerner trois Amanda Awards (l'équivalent norvégien de nos César) : Meilleur acteur, Meilleur réalisateur et Meilleur scénario.
- Grand prix du jury aux Utopiales 2006.
- Prix H.R. Gigier "Narcisse du meilleur film" et Méliès d'argent du meilleur long métrage européen  au Festival international du film fantastique de Neuchâtel